# Płoniawy-Bramura (wieś)
Płoniawy-Bramura – wieś sołecka w Polsce, położona w województwie mazowieckim, w powiecie makowskim, w gminie Płoniawy-Bramura.
W latach 1975–1998 miejscowość administracyjnie należała do województwa ostrołęckiego.
Miejscowość jest siedzibą gminy Płoniawy-Bramura.

## Historia
Wzmiankowana w II poł. XIV w., w XIX w. własność rodziny Młodzianowskich. W latach 40. XIX w. miejsce spotkań patriotycznej i demokratycznej młodzieży warszawskiej m.in. z kręgów Związku Narodu Polskiego. W 1863 w okolicach liczne potyczki powstańców z wojskami carskimi, na cmentarzu obelisk na grobie dziewięciu powstańców poległych w bitwie pod wsią Podoś.

## Zabytki
W miejscowości znajduje się klasycystyczny kościół, który jest siedzibą parafii św. Stanisława. W strukturze kościoła rzymskokatolickiego parafia należy do metropolii białostockiej, diecezji łomżyńskiej, dekanatu Krasnosielc.